# Georgiana Caroline Lennox
Georgiana Caroline Lennox, 1re baronne Holland (27 mars 1723 – 24 juillet 1774), connue comme Caroline Lennox avant 1744 et comme Caroline Fox de 1744 à 1762, est l'aînée des sœurs Lennox.

## Biographie
Elle est la fille de Charles Lennox (2e duc de Richmond), qui est le petit-fils de Charles II d'Angleterre et de Louise Renée de Penancoët de Keroual. En 1744, Caroline s'enfuit avec Henry Fox, un homme politique qui est de dix-huit ans son aîné. Bien que ses parents désapprouvent le mariage, il s'avère très heureux. Le couple a quatre fils, dont Charles James Fox et le général Henry Edward Fox.
La sœur préférée de Caroline, Emily Lennox, se marie et va vivre en Irlande en 1747. En 1750 et 1751, leurs parents meurent, laissant leurs trois plus jeunes filles, Louise, Sarah, et Cecilia, âgées de huit ans, six ans et un an. Dans son testament, le 2e duc de Richmond, se souvenant de la fugue de Caroline, demande que ses trois plus jeunes filles soient confiées aux soins de leur sœur Emily et son mari, James FitzGerald (1er duc de Leinster), ce qui provoque des frictions. Les Kildares accusent les Fox d'être responsables du rejet de Sarah Lennox par le jeune roi George III, ainsi que son mariage désastreux avec Charles Bunbury peu de temps après. Cela provoque une querelle entre les sœurs qui ne se sont réconciliées que peu de temps avant la mort de Caroline.
Le 3 mai 1762, Caroline est créée baronne de Holland dans la Pairie de Grande-Bretagne. Son mari est créé baron Holland de Foxley moins d'un an plus tard, le 17 avril 1763. Son fils ainé Stephen lui cause beaucoup d'embarras et de détresse, par sa passion du jeu et ses dettes. Elle souffre déjà d'une mystérieuse et douloureuse maladie lorsque son mari, qui a subi un accident vasculaire cérébral, meurt le 1er juillet 1774. Elle le suit 23 jours plus tard.